# Чемпионат мира по футболу (Великобритания)
«Чемпионат мира по футболу» (англ. Football World Championship), также известный как «Чемпионат Соединённого Королевства» (англ. United Kingdom Championship) или «Международный клубный чемпионат» (англ. International Club Championship) — неофициальное название товарищеских футбольных матчей в конце XIX — начале XX века, в которых встречались клубы из Англии и Шотландии, выигравшие свои домашние кубки (Кубок Англии и Кубок Шотландии) или национальные чемпионаты (после их появления). «Чемпионатом мира по футболу» такие встречи впервые назвали в прессе в 1888 году, хотя подобные матчи проводились и ранее.

## История

### 1870-е годы
Матчи между победителями Кубка Англии и Кубка Шотландии проводились 4 ноября 1876 года, когда английский «Уондерерс» проиграл шотландскому «Куинз Парк» на лондонском стадионе «Сарри Крикет Граунд» со счётом 6:0. Британская пресса особо не подчёркивала тот факт, что обе команды были обладателями национальных кубков своих стран, кроме того, команды уже играли между собой годом ранее. В следующем сезоне планировалось провести ответный матч в Глазго, однако он не состоялся, так как «Уондерерс» требовал 100 фунтов стерлингов на «покрытие расходов» за поездку в Шотландию, на что «Куинз Парк» не согласился. Следующая встреча между обладателями Кубка Англии и Кубка Шотландии состоялась 13 апреля 1878 года, в ней встретились английский «Уондерерс» и шотландский «Вейл оф Левен». Она также прошла в Лондоне, и её также выиграл шотландский клуб со счётом 3:1. В следующем году «Вейл оф Левен» вновь выиграл Кубок Шотландии и вновь сыграл против обладателя Кубка Англии — им стал «Олд Итонианс» — на стадионе «Хэмпден Парк» в Глазго 27 декабря 1879 года, и вновь шотландцы одержали победу со счётом 5:2.

### 1880-е годы
15 мая 1880 года «Куинз Парк» обыграл «Клэпем Роверс» в Глазго со счётом 3:2, а 19 февраля 1881 года в ответной игре в Лондоне выиграл со счётом 1:0. 2 января 1882 года «Куинз Парк» разгромил обладателя Кубка Англии «Олд Картузианс» со счётом 8:0 на «Хэмпден Парк», хотя матч проходил в плохую погоду, и разгромное поражение было необычным результатом: уже на следующий день выпускники Чартерхауса сыграли против «Вейл оф Левен», но проиграли только со счётом 1:2. Репортажи об этих матчах публиковали в газетах, но нигде не упоминалось ни о каком «чемпионате» (тем более «мировом»), ни о турнире «Великобритании».
Ситуация поменялась в сентябре 1883 года, когда матч между «Дамбартоном» и «Блэкберн Олимпик» в Шотландии назвали «чемпионатом Соединённого Королевства». «Дамбартон» разгромил соперника со счётом 6:1. В ответной встрече, которая прошла в Англии 23 февраля 1884 года, «Блэкберн Олимпик» одержал победу со счётом 4:3. Ситуация к тому моменту осложнялась тем, что шотландские клубы принимали участие в Кубке Англии, где играли против английских клубов и даже доходили в турнире до полуфиналов и финалов. В сезоне 1883/84 шотландский «Куинз Парк», уже выигравший к тому моменту Кубок Шотландии, вышел в финал Кубка Англии, где проиграл английскому клубу «Блэкберн Роверс». Эти команды вновь встретились в финале Кубка Англии 1885 года, в котором победу вновь одержал английский клуб (хотя «Куинз Парк» не был обладателем Кубка Шотландии в том сезоне, его выиграл «Рентон»). В течение года «Блэкберн Роверс» не сыграл с «Рентоном», однако дважды встретился с «Куинз Парк» (причём по требованию ШФА, не признававшей профессиональный статус футболистов, за английский клуб могли сыграть только любители, в результате чего «Куинз Парк» легко одержал две победы). В 1886 году «Блэкберн Роверс» в третий раз подряд выиграл Кубок Англии, а «Куинз Парк» стал обладателем Кубка Шотландии, но в течение следующего года команды не встретились; «Блэкберн Роверс» вместо этого сыграл против «Рентона».

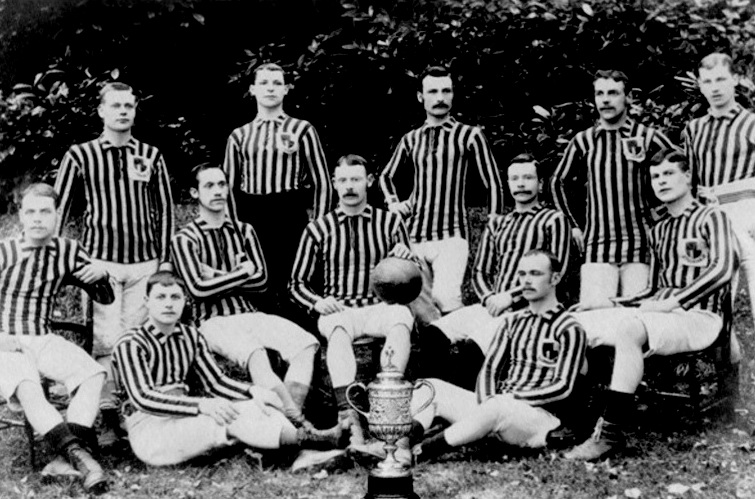
«Астон Вилла» в 1887 году

9 апреля 1887 года действующий обладатель Кубка Англии «Астон Вилла» сыграла против обладателя Кубка Шотландии «Хиберниан»; английская команда одержала победу со счётом 3:0. Местные английские газеты назвали игру «чемпионатом мира», тогда как шотландские газеты не уделили особого внимания статусу матча.
Кубок Англии 1886/87 также стал последним, в котором могли участвовать шотландские клубы; в нём до полуфинала дошёл «Рейнджерс». В связи с фактическим запретом официальных матчей между английскими и шотландскими клубами интерес в прессе к товарищеским встречам команд из двух стран только вырос. 19 мая 1888 года обладатель Кубка Шотландии «Рентон» сыграл против обладателя Кубка Англии «Вест Бромвич Альбион» в матче на звание «чемпиона Великобритании и всего мира». Матч был примечателен ещё и тем, что в составе английского клуба сыграли одни англичане (а в составе «Рентона», соответственно, одни шотландцы), поэтому он считался «международным». «Рентон» одержал в матче победу со счётом 4:1 на стадионе «Хэмпден Парк» в Глазго. В честь победы «Рентона» был изготовлен небольшой оловянный кубок, который в настоящее время находится на всеобщем обозрении в Музее шотландского футбола. На домашнем стадионе «Рентона» «Тонтин Парк» был установлен знак «чемпионы мира» (англ. Champions of the World) (стадион был снесён в 1920-е годы). В Кубке Шотландии сезона 1888/89 «Рентон» проиграл в полуфинале клубу «Терд Ланарк», который выиграл трофей и встретился с обладателем Кубка Англии «Престон Норт Энд» — командой «неуязвимых», не проигравшей ни одного матча в сезоне 1888/89 — в игре 3 октября 1888 года на «Кэткин Парк». Матч между «Терд Ланарк» и «Престон Норт Энд» завершился вничью со счётом 3:3. Переигровки или ответной игры не проводилось.
После основания в 1888 году регулярного чемпионата в Англии (Футбольной лиги) появился не только обладатель кубка, но и победитель лиги. В сезоне 1888/89 «Престон Норт Энд» выиграл оба этих трофея, но уже в следующем сезоне их обладателями стали разные клубы: чемпионат вновь выиграл «Престон Норт Энд», а вот обладателем Кубка Англии стал «Блэкберн Роверс». Однако ни один из этих клубов не сыграл с победителем Кубка Шотландии 1890 года «Куинз Парк» (хотя 15 марта 1890 года «Куинз Парк» сыграл товарищеский матч против «Блэкберна», но тот ещё не выиграл Кубок Англии, финал которого прошёл только 29 марта).

### 1890-е годы
В 1890 году была основана Шотландская футбольная лига, причём в первом её сезоне было сразу два чемпиона — «Рейнджерс» и «Дамбартон». Английский чемпионат выиграл «Эвертон». Кубок Шотландии выиграл «Харт оф Мидлотиан», а «Блэкберн Роверс» завоевал Кубок Англии. Из всех этих команд между собой в ранге действующих национальных чемпионов или обладателей национальных кубков сыграли только «Рейнджерс» и «Эвертон»: их встреча прошла на стадионе «Айброкс Парк» 1 октября 1891 года, завершившись победой ливерпульского клуба со счётом 4:1. Ответный матч на «Гудисон Парк» состоялся 2 апреля 1892 года, в нём «Рейнджерс» победил со счётом 2:0. В газетных репортажах однозначно связывали два этих матча.
По итогам сезона 1891/92 шотландский чемпионат выиграл «Дамбартон», английский чемпионат — «Сандерленд»; обладателями национальных кубков в Шотландии и Англии стали «Селтик» и «Вест Бромвич Альбион» соответственно. Из этой четвёрки клубов между собой встретились только «Сандерленд» и «Селтик»: 5 сентября 1892 года на стадионе «Ньюкасл Роуд» в Сандерленде англичане одержали победу со счётом 1:0, а 6 октября того же года на «Селтик Парк» они же разгромили соперника со счётом 3:0. После этого «Сандерленд» защитил чемпионский титул в Англии, а «Селтик» стал чемпионом Шотландии, но команды не сыграли между собой в следующем сезоне. Вместо «Селтика» в 1893 году против «Сандерленда» сыграл «Куинз Парк» (обладатель Кубка Шотландии). Их игра, прошедшая 2 апреля 1893 года, была неточно описана газетой Glasgow Herald как «праздничный матч между чемпионами Англии и Шотландии». «Сандерленд» одержал в матче победу со счётом 4:2. Две недели спустя «Куинз Парк» сыграл в Глазго против «Вулверхэмптон Уондерерс» (нового обладателя Кубка Англии), одержав победу со счётом 5:0.
Вскоре после того, как стали известны чемпионы Англии и Шотландии сезона 1893/94 — «Астон Вилла» и «Селтик» соответственно — они встретились в Бирмингеме 9 апреля 1894 года в матче, который в газете Scottish Referee назвали «чемпионатом мира» (англ. The Championship of the World). Победу со счётом 3:2 одержали англичане. Через несколько недель стали известны победители национальных кубков: «Ноттс Каунти» в Англии и «Рейнджерс» в Шотландии. Они встретились в Глазго 30 апреля 1894 года, победу со счётом 3:1 одержал «Рейнджерс». 1894 год стал первым, в котором матчи между собой провели как победители чемпионатов, так и обладатели национальных кубков двух стран. 15 апреля 1895 года «Ноттс Каунти» и «Селтик» встретились снова, на этот раз английский клуб выиграл со счётом 1:0. Неизвестно, связаны ли эти два матча или нет, хотя оба клуба на тот момент ещё были действующими обладателями своих национальных кубков. Вскоре после этого новые чемпионы Англии Шотландии, «Сандерленд» и «Харт оф Мидлотиан», встретились на стадионе «Тайнкасл Парк» в Эдинбурге в матче, про который газета Sunderland Daily Echo написала: «В Эдинбурге матч заявлен как „чемпионат мира“! … их встреча носит международный характер». «Сандерленд» победил со счётом 5:3. Интересно, что обе команды состояли исключительно из шотландских игроков. В течение полугода команды ещё дважды сыграли между собой, однако в газетах нет упоминаний предыдущих встреч и какой-то связи между матчами. Увидев мастерство шотландских профессиональных футболистов в «Сандерленде» и других английских командах, в совокупности с серией плохих результатов в ежегодном противостоянии с национальной сборной Англии, Шотландская футбольная ассоциация изменила свою жёсткую позицию по отбору игроков, после чего в сборную Шотландии стали вызывать родившихся в Англии шотландцев, что раньше было строго запрещено.
К апрелю 1896 года «Сандерленд» уступил чемпионский титул «Астон Вилле», а Кубок Англии выиграл «Уэнсдей», тогда как шотландский чемпионат выиграл «Селтик», а Кубок Шотландии завоевал «Харт оф Мидлотиан». Победители национальных лиг встретились в Глазго на «Селтик Парк»: «Селтик» одержал победу над «Астон Виллой» со счётом 3:2. Обладатель Кубка Шотландии также оказался сильнее обладателя Кубка Англии: «Харт оф Мидлотиан» обыграл «Уэнсдей» со счётом 3:0. В репортаже газеты Scottish Referee матч между «Селтиком» и «Виллой» был назван «международным чемпионатом лиг», и было высказано сожаление, что на него пришло не так много зрителей.
По итогам сезона 1896/97 «Астон Вилла» выиграла и Кубок Англии, и чемпионат, но не сыграла ни с «Рейнджерс», выигравшим Кубок Шотландии, ни с «Хартс», выигравшим шотландскую лигу. 12 марта 1898 года «Шеффилд Юнайтед» сыграл против «Селтика» на «Брэмолл Лейн», одержав победу со счётом 1:0 (позднее «Шеффилд Юнайтед» станет чемпионом Англии, но на момент игры против «Селтика» он чемпионом не был). Месяц спустя, 16 апреля 1898 года, «клинки» уже в ранге действующего чемпиона Англии сыграли в ответном матче в Глазго, который завершился вничью со счётом 1:1. В 1899 году матчей между командами из «чемпионских» пар «Астон Вилла» — «Шеффилд Юнайтед» и «Рейнджерс» — «Селтик» не проводилось. В 1900 году чемпионы Англии и Шотландии («Астон Вилла» и «Рейнджерс») сыграли в Глазго 30 апреля, матч завершился безголевой ничьей. Репортёр газеты Scottish Referee написал: «ни один из клубов не может считать себя чемпионом», а репортёр The Scotsman отметил силу обеих команд и ожесточённый характер матча.

### 1900-е годы
По итогам сезона 1900/01 встречу между собой провели только обладатели национальных кубов: «Харт оф Мидлотиан» сыграл в Лондоне против «Тоттенхэм Хотспур» (бывшего членом Южной футбольной лиги) 9 сентября 1901 года, матч завершился безголевой ничьей. В ответной игре в Эдинбурге 4 января 1902 года победу со счётом 3:1 одержал «Хартс». По итогам сезона 1901/02 между собой не встречались ни обладатели кубков, ни чемпионы лиг. Однако в 1902 году прошёл Кубок британской лиги, целью которого был сбор средств для жертв апрельской трагедии на стадионе «Айброкс». В нём сыграли команды из Англии и Шотландии, занявшие в своих чемпионатах первое и второе место. По итогам сезона 1902/03 чемпионы футбольных лиг («Уэнсдей» и «Хиберниан») между собой не сыграли, однако состоялось двухматчевое противостояние между обладателями Кубка Англии и Шотландии («Бери» и «Рейнджерс). 25 декабря 1903 года «Бери» дома обыграл «Рейнджерс» со счётом 2:1, а 4 января выиграл на выезде с тем же счётом.
Судя по имеющимся отчётам, матч между «Бери» и «Рейнджерс» в январе 1904 года стал последней встречей между обладателями английского и шотландского трофеев в начале XX века. К тому моменту число официальных матчей у футбольных клубов и в Англии, и в Шотландии выросло, также клубы начали проводить международные матчи против команд из других стран. Футбол активно развивался в Европе и на американском континенте, поэтому футбольные матчи между английскими и шотландскими клубами было уже трудно называть «чемпионатом мира». Летом 1914 года обладатели Кубка Англии и Кубка Шотландии, «Бернли» и «Селтик», отправились в турне по центральной Европе, сыграв между собой в Кубке Будапешта в Австро-Венгрии. Матч завершился вничью со счётом 1:1, а в его переигровке в октябре того же года победу одержал «Селтик» со счётом 2:1. В Европе к тому моменту шла война.

## Список матчей
Ниже приведён список известных матчей.
Победители выделены полужирным шрифтом.
Легенда
(К) встретились обладатели национальных кубков;
(Л) встретились чемпионы национальных лиг;
(Л—К) встретились чемпион национальной лиги и обладатель национального кубка.
| №  | Год/Сезон   | Матч(и)           | Матч(и) | Матч(и)                 | Стадион             | Город      | Источники                                        |
| №  | Год/Сезон   | Победитель        | Счёт    | Проигравший             | Стадион             | Город      | Источники                                        |
| -- | ----------- | ----------------- | ------- | ----------------------- | ------------------- | ---------- | ------------------------------------------------ |
| 1  | 1876 (К)    | Куинз Парк        | 6:0     | Уондерерс               | Сарри Крикет Граунд | Лондон     | [ 5 ] [ 6 ]                                      |
| 2  | 1878 (К)    | Вейл оф Левен     | 3:1     | Уондерерс               | Сарри Крикет Граунд | Лондон     | [ 10 ] [ 11 ]                                    |
| 3  | 1879 (К)    | Вейл оф Левен     | 5:2     | Олд Итонианс            | Хэмпден Парк (I)    | Глазго     | [ 12 ] [ 13 ]                                    |
| 3  | 1880/81 (К) | Куинз Парк        | 3:2     | Клэпем Роверс           | Хэмпден Парк (I)    | Глазго     | [ 14 ] [ 15 ] [ 18 ] [ 19 ]                      |
| 3  | 1880/81 (К) | Куинз Парк        | 1:0     | Клэпем Роверс           | Сарри Крикет Граунд | Лондон     | [ 14 ] [ 15 ] [ 18 ] [ 19 ]                      |
| 4  | 1882 (К)    | Куинз Парк        | 8:0     | Олд Картузианс          | Хэмпден Парк (I)    | Глазго     | [ 22 ] [ 23 ]                                    |
| 5  | 1883/84 (К) | Дамбартон         | 6:1     | Блэкберн Олимпик        | Богхед Парк         | Дамбартон  | [ 24 ] [ 25 ] [ 26 ] [ 96 ]                      |
| 5  | 1883/84 (К) | Дамбартон         | 3:4     | Блэкберн Олимпик        | Хоул-ит-Уолл        | Блэкберн   | [ 24 ] [ 25 ] [ 26 ] [ 96 ]                      |
| 6  | 1887 (К)    | Астон Вилла       | 3:0     | Хиберниан               | Веллингтон Роуд     | Бирмингем  | [ 31 ] [ 32 ]                                    |
| 7  | 1888 (К)    | Рентон            | 4:1     | Вест Бромвич Альбион    | Хэмпден Парк (II)   | Глазго     | [ 36 ] [ 33 ] [ 34 ]                             |
| 8  | 1889 (К)    | Терд Ланарк       | 3:3     | —                       | Кэткин Парк (I)     | Глазго     | [ 37 ] [ 38 ]                                    |
| 8  | 1889 (К)    | Престон Норт Энд  | 3:3     | —                       | Кэткин Парк (I)     | Глазго     | [ 37 ] [ 38 ]                                    |
| 9  | 1891/92 (Л) | Эвертон           | 4:1     | Рейнджерс               | Айброкс Парк (I)    | Гован      | [ 40 ] [ 41 ] [ 42 ] [ 43 ]                      |
| 9  | 1891/92 (Л) | Эвертон           | 0:2     | Рейнджерс               | Гудисон Парк        | Ливерпуль  | [ 40 ] [ 41 ] [ 42 ] [ 43 ]                      |
| 10 | 1892 (Л—К)  | Сандерленд        | 1:0     | Селтик                  | Ньюкасл Роуд        | Сандерленд | [ 44 ] [ 45 ] [ 46 ]                             |
| 10 | 1892 (Л—К)  | Сандерленд        | 3:0     | Селтик                  | Селтик Парк         | Глазго     | [ 44 ] [ 45 ] [ 46 ]                             |
| 11 | 1893 (Л—К)  | Сандерленд        | 4:2     | Куинз Парк              | Ньюкасл Роуд        | Сандерленд | [ 47 ] [ 48 ] [ 49 ] [ 50 ]                      |
| 11 | 1893 (К)    | Куинз Парк        | 5:0     | Вулверхэмптон Уондерерс | Хэмпден Парк (II)   | Глазго     | [ 47 ] [ 48 ] [ 49 ] [ 50 ]                      |
| 12 | 1894 (Л)    | Астон Вилла       | 3:2     | Селтик                  | Веллингтон Роуд     | Бирмингем  | [ 53 ] [ 52 ] [ 54 ] [ 55 ] [ 56 ] [ 57 ] [ 58 ] |
| 12 | 1894 (К)    | Рейнджерс         | 3:1     | Ноттс Каунти            | Айброкс Парк (I)    | Гован      | [ 53 ] [ 52 ] [ 54 ] [ 55 ] [ 56 ] [ 57 ] [ 58 ] |
| 13 | 1895 (Л)    | Сандерленд        | 5:3     | Харт оф Мидлотиан       | Тайнкасл Парк       | Эдинбург   | [ 61 ] [ 62 ]                                    |
| 14 | 1896 (Л)    | Селтик            | 3:2     | Астон Вилла             | Селтик Парк         | Глазго     | [ 73 ] [ 74 ]                                    |
| 14 | 1896 (К)    | Харт оф Мидлотиан | 3:0     | Шеффилд Уэнсдей         | Тайнкасл Парк       | Эдинбург   | [ 73 ] [ 74 ]                                    |
| 15 | 1898 (Л)    | Шеффилд Юнайтед   | 1:0     | Селтик                  | Брэмолл Лейн        | Шеффилд    | [ 76 ] [ 77 ] [ 78 ] [ 79 ]                      |
| 15 | 1898 (Л)    | Шеффилд Юнайтед   | 1:1     | Селтик                  | Селтик Парк         | Глазго     | [ 76 ] [ 77 ] [ 78 ] [ 79 ]                      |
| 16 | 1900 (Л)    | Рейнджерс         | 0:0     | —                       | Айброкс             | Гован      | [ 81 ] [ 80 ]                                    |
| 16 | 1900 (Л)    | Астон Вилла       |         | —                       | Айброкс             | Гован      | [ 81 ] [ 80 ]                                    |
| 17 | 1901/02 (К) | Харт оф Мидлотиан | 0:0     | Тоттенхэм Хотспур       | Уайт Харт Лейн      | Лондон     | [ 82 ] [ 83 ] [ 84 ] [ 85 ] [ 86 ] [ 87 ]        |
| 17 | 1901/02 (К) | Харт оф Мидлотиан | 3:1     | Тоттенхэм Хотспур       | Тайнкасл Парк       | Эдинбург   | [ 82 ] [ 83 ] [ 84 ] [ 85 ] [ 86 ] [ 87 ]        |
| 18 | 1903/04 (К) | Бери              | 2:1     | Рейнджерс               | Гигг Лейн           | Бери       | [ 89 ] [ 90 ] [ 91 ] [ 92 ]                      |
| 18 | 1903/04 (К) | Бери              | 2:1     | Рейнджерс               | Айброкс             | Гован      | [ 89 ] [ 90 ] [ 91 ] [ 92 ]                      |

Комментарии
1. 1 2 3 4  Обе команды стали «чемпионами», так как переигровка не проводилась.

## Победы по клубам
| Клуб              | Победы | Победные годы/сезоны      |
| ----------------- | ------ | ------------------------- |
| Куинз Парк        | 4      | 1876, 1880/81, 1882, 1893 |
| Астон Вилла       | 3      | 1887, 1894, 1900          |
| Сандерленд        | 3      | 1892, 1893, 1895          |
| Рейнджерс         | 2      | 1884, 1900                |
| Харт оф Мидлотиан | 2      | 1896, 1901/02             |
| Эвертон           | 1      | 1891/92                   |
| Шеффилд Юнайтед   | 1      | 1898                      |
| Бери              | 1      | 1903/04                   |

## Наследники

### Турниры между клубами Англии и Шотландии
- Кубок британской лиги[англ.] (1902)
- Кубок Будапешта[англ.] (1914)
- Трофей имперской выставки[англ.] (1938)
- Кубок коронации (1953)
- Кубок Тексако (1970—1975)
- Англо-шотландский кубок (1975—1981)
- Чемпионский кубок Дубая[англ.] (1986—1989)

### Международные клубные турниры
- Международный кубок северного вызова[англ.] (1898—1914)
- Кубок ван дер Стратена Понтоза[англ.] (1900—1907)
- Кубок Жана Дюпюи[англ.] (1908—1925)
- Международный турнир Стампа Спортива[англ.] (1908)
- Трофей сэра Томаса Липтона[англ.] (1909—1911)
- Кубок Рио (1951—1952)
- Малый Кубок мира (1952—1970)
- Межконтинентальный кубок по футболу (1960—2004)
- Клубный чемпионат мира по футболу (2000, 2005—н. в.)